# Corynoptera hemisetosa
Corynoptera hemisetosa är en tvåvingeart som beskrevs av Werner Mohrig 1999. Corynoptera hemisetosa ingår i släktet Corynoptera och familjen sorgmyggor. Inga underarter finns listade i Catalogue of Life.